# Coccoloba schomburgkii
Coccoloba schomburgkii är en slideväxtart som beskrevs av Meissn.. Coccoloba schomburgkii ingår i släktet Coccoloba och familjen slideväxter. Inga underarter finns listade i Catalogue of Life.